# Ashley Ellyllon
Ashley Jurgemeyer, detta Ellyllon (Scottsdale, 30 luglio 1984), è una pianista statunitense.
Attualmente milita nella band progressive rock Orbs, in precedenza ha fatto parte degli Abigail Williams e dei Cradle of Filth.

## Biografia
Ashley Jurgemeyer è stata trascinata dal pianoforte sin dall'età di sei anni. Ha ottenuto la laurea in teoria e composizione di musica all'Arizona State University e ha quindi iniziato la sua carriera come membro fondatore della band symphonic black metal Abigail Williams nel 2005. Ashley lascia la band nel 2008 dopo essere diventata la nuova tastierista dei Cradle of Filth nel 2009, sostituendo Rosie Smith. Con gli Abigail Williams ha registrato un'EP intitolato Legend e un album intitolato In the Shadow of a Thousand Suns. Ellyllon fa anche parte degli Orbs insieme a Dan Briggs dei Between the Buried and Me e Adam Fisher dei Fear Before (Fear Before the March of Flames), con cui ha registrato l'album di debutto nei primi mesi del 2009. Lei sta anche lavorando da solista su un album di musica classica.

### Abigail Williams
Ashley è stata la tastierista degli Abigail Williams dal 2005 al 2008. Durante questi tre anni ha registrato 2 album con la band. Nel 2007 la band si divide per riprendere poco più tardi assieme a Kristen Randall dei Winds of Plague. Dopo un tour, alla fine del 2007, Kristen lascia la band nella quale Ashley ritorna. Nell'estate del 2008 fa un tour in Europa e nel Regno Unito.

### Orbs
Insieme a Dan Briggs e Adam Fisher forma la band Orbs. Il loro album di debutto Asleep Next to Science è stato pubblicato nell'agosto 2010.

### Cradle of Filth
Ellyllon si unisce ai Cradle of Filth nel 2009 dopo l'abbandono della band da parte di Sarah Jezebel Deva, Rosie Smith e Charles Hedger. Con i Cradle ha registrato, nel 2010, l'album Darkly, Darkly, Venus Aversa.

## Discografia

### Con gli Abigail Williams
- 2006 - Legend (EP)
- 2008 - In the Shadow of a Thousand Suns

### Con i Cradle of Filth
- 2010 - Darkly, Darkly, Venus Aversa

### Con gli Orbs
- 2010 - Asleep Next to Science